# Синтаксис немецкого языка
Синтаксис немецкого языка — языковая наука и дисциплина, изучающая строение немецких предложений и словосочетаний. Особенность немецкого предложения заключается в том, что каждая его составляющая, то есть слово или словосочетание, имеет определённое место в зависимости от вида предложения и его сложности.

## История немецкого синтаксиса
Исторически немецкий синтаксис формировался ещё на самых ранних этапах, то есть определённые синтаксические закономерности существовали ещё в древневерхненемецком и средневерхненемецком периодах, однако его качественное усложнение и нормирование происходило гораздо позже — в ранненововерхненемецком периоде и особенно на современном этапе, который иначе называют нововерхненемецким языком. В средние века уже существовало отчётливое разделение предложений на простые и сложные, однако отсутствие запятой не давало возможности конструировать сложные распространённые предложения. Вместо запятых использовались косые черты, которые служили разделителями. См. пример из Песни о Нибелунгах:
Dō stuonden in den venstern / diu minneclīchen kint.
Ir schif mit dem segele / daz ruorte ein hōher wint.
Die stolzen hergesellen / die sāzen ūf den Rīn.
Dō sprach der künec Gunther: / wer sol nu schifmeister sīn?
В ранненововерхненемецком языке появились запятые, которые способствовали усложнению предложения: немецкое предложение могло включать большее количество слов, так как нововведение сделало возможным смысловое разделение частей предложения без применения точки. В современном немецком языке реформой 1996 года окончательно закреплены правила орфографии и пунктуации, которые повлияли и на синтаксический строй языка.

## Немецкое предложение
В современном немецком языке предложения бывают двух видов: простые и сложные. Простое предложение, как правило, включает только два слова — подлежащее и сказуемое. Такое предложение иначе называют нераспространённым. Если простое предложение включает второстепенные члены предложения, то говорят, что это распространённое предложение.
Сложные предложения состоят из двух и более простых предложений. В зависимости от подчинённости частей предложения выделяют сложносочинённое предложение, которое состоит из независимых друг от друга частей (они могут быть бессоюзными и союзными: так определяется способ их связи, отношения между предложениями определяются наличием соединительных или противительных союзов), и сложноподчинённое, одна часть которого подчинена другой. Сложноподчинённое предложение состоит из главного и одного или нескольких придаточных предложений).
Связь в сложносочинённом предложении осуществляется при помощи сочинительных союзов und, aber, oder, denn, deshalb, darum, doch, dann, so, also, а также при помощи парных союзов bald… bald, nicht nur… sondern auch, sowohl… als auch, entweder… oder.
Придаточное предложение в составе сложноподчинённого вводится при помощи подчинительных союзов (dass, wenn, als, weil), относительных местоимений (der, die, das, die), вопросительных местоимений (wer, was, welcher), наречий (wo, wann), вопросительных местоименных наречий (woran, wovon, worüber) и др. Их выбор зависит от вида придаточного предложения.

### Виды придаточных предложений
| Вид               | Характеристика | Примеры |
| ----------------- | --- | --- |
| Дополнительные    | Отвечают на вопросы косвенных падежей. Вводятся союзами dass, ob, местоимениями wer, der, die, das (в любом падеже) и was (в Nominativ и Akkusativ). | Ich weiß genau, dass dieses Bergwerk seit dem X. Jahrhundert existiert.                                                               |
| Определительные   | Отвечают на вопросы welcher?, was für ein?. Относительные определительные придаточные вводятся относительными местоимениями der, die, das, welcher; вопросительно-относительными местоимениями wer (во всех падежах), was (в Nominativ и Akkusativ) и вопросительно-относительными наречиями, местоименными наречиями. Союзные определительные придаточные вводятся союзами dass и ob.                                 | Die Rudermannschaft, die zum ersten Mal am Wettkampf teilnimmt, hat die besten Ruderer überholt.                                      |
| Место             | Отвечают на вопросы wo?, wohin?, woher?, вводятся вопросительно-относительными наречиями места wo, wohin, woher. | Dort, wohin wir fahren wollen, wird bald eine neue Stadt entstehen.                                                                   |
| Время             | Отвечают на вопросы wann?, wie oft?, wie lange?, bis wann?, seit wann?. Часто вводятся союзами wenn, als. Реже используются союзы während, solange, sooft; seitdem, nachdem, sobald, sowie; bis, ehe, bevor. | Wenn ich nach Krasnojarsk kommen werde, werde ich dich jedes Mal anrufen.                                                             |
| Образ действия    | Отвечают на вопрос wie? и вводятся союзами indem (утвердительное предложение) и ohne dass (отрицательное предложение). | Indem man die beiden Pole eines galvanischen Elements verbindet, entsteht ein elektrischer Strom.                                     |
| Сравнение         | Вводятся наречием wie и союзом als. | Der Versuch verlief so, wie unser Leiter vorausgesagt hatte.                                                                          |
| Степень           | Отвечают на вопросы inwieweit?, inwiefern?, вводятся союзом als. | Die Errungenschaften unserer Brigade sind insofern von Bedeutung, als sie uns zu weiteren Forschungen anspornen.                      |
| Следствие         | Отвечают на вопрос wie?, вводятся наречием so и союзом dass (so dass). | Ich liebe diesen Roman so, dass ich einzelne Episoden daraus immer wieder lese.                                                       |
| Причина           | Отвечают на вопросы warum?, weshalb?, weswegen?, вводятся союзами weil и da. | Er studiert an der historischen Fakultät, weil er sich sehr für die Geschichte interessiert.                                          |
| Цель              | Отвечают на вопрос wozu? и вводятся союзом damit. | Ich gab ihr das Buch, damit sie es las.                                                                                               |
| Условие           | Отвечают на вопрос in welchem Falle? Союзные придаточные условия вводятся союзами wenn и falls. Бессоюзные имеют порядок слов вопросительного предложения без вопросительного слова. | Kannst du etwas nicht verstehen, so musst du mich fragen.                                                                             |
| Уступки           | Отвечают на вопрос trotz welchen Umstandes?. Союзные уступительные предложения вводятся союзами obgleich, obwohl, obschon, wenn… auch, wennschon, wenngleich и др. Относительные вводятся вопросительно-относительными местоимениями и наречиями в сочетании с auch или immer или вопросительно-относительными местоименными наречиями с этими же словами. В бессоюзных уступительных сказуемое стоит на первом месте. | Obwohl unsere Mannschaft zum ersten Mal am Wettkampf um die Europameisterschaft teilnahm, errang sie doch den Sieg über ihren Gegner. |
| Присоединительные | Относятся не к отдельному члену главного предложения, а ко всему предложению, выражая какую-либо дополнительную мысль. Вводятся вопросительно-относительным местоимением was и вопросительно-относительными местоименными наречиями. | Er teilte uns mit, dass die Versuche erfolgreich waren, worüber wir uns sehr freuten.                                                 |

## Порядок слов
Порядок слов в немецком предложении напрямую зависит от его характера: в повествовательном и вопросительном предложении порядок слов различный.
В простом повествовательном предложении выделяют два вида порядка:
- Прямой порядок — подлежащее находится перед сказуемым, а второстепенные члены предложения располагаются в конце: Der Lehrer (S) kommt (V) bald.;
- Обратный порядок — второстепенные члены предложения стоят перед сказуемым, а уже затем стоит подлежащее, происходит инверсия: Bald kommt (V) der Lehrer (S).

При составном или сложном сказуемом изменяемая часть становится на своё привычное второе (после подлежащего) место, а неизменяемая часть располагается в конце. Например, в предложении Ich stimme zu. глагол, изменяющийся по лицам и числам, стоит после местоимения, а полупрефикс (отделяемая приставка) становится в конец предложения.
В вопросительном предложении без вопросительного слова сказуемое встаёт на первое место: Hat er das gemacht?. Однако если в вопросительном предложении появляется вопросительное слово (wer?, was?, wann?, wo?, wohin?, woher?, wie?, warum?, wozu? и др.), на первое место встаёт само вопросительное слово, а сказуемое следует за ним: Was hat er gemacht?.
В отрицательных предложениях чаще всего встречается отрицательная частица nicht. Она употребляется обычно перед отрицаемым словом: например, Nicht alle verstehen das. Но если отрицается, например, сказуемое, то она встаёт в конец предложения, причём перед неизменяемой частью, если она имеется: Das weiß ich nicht., Ich stimme nicht zu. Если отрицается существительное, то перед ним ставится отрицательное местоимение kein, которое способно заменить неопределённый артикль. Оно согласуется с существительным в роде, числе и падеже: Ich habe keine Zeit. Двойного отрицания в немецком языке нет.
В предложениях в повелительном наклонении глагол (его изменяемая часть) занимает позицию вначале предложения: Gehen Sie / Gehen wir / Geht / Geh(e) mit den Freunden spazieren!
Союзные придаточные предложения имеют свой специфический порядок слов. При этом изменяемая часть сказуемого смещается в конец предложения: Viele glauben, dass sie bei den Wahlen keine Chance mehr hat. Nachdem der Junge genug Geld gespart hatte, kaufte er sich ein neues Smartphone. 